# Coccoloba coronata
Coccoloba coronata là một loài thực vật có hoa trong họ Rau răm. Loài này được Jacq. mô tả khoa học đầu tiên năm 1760.